# Orderdjup
Orderdjup (eller orderbok) är ett uttryck som förekommer vid börshandel, till exempel aktiehandel. Handeln på en börs är organiserad som en auktion där köpare och säljare möts. Efter varje avslut finns det tre priser: senaste avslut (till exempel 115,00), vad lägsta säljare begär (till exempel 115,25) och vad högsta köpare är villig att ge (till exempel 114,75).
I praktiken finns det säljare som vill ha mer betalt och köpare som är beredda att ge mindre. Orderdjupet visar hur många aktier som finns respektive prisnivå och vilka nivåerna är. Orderdjup kan användas som mått på hur starka köparna eller säljarna är, något som indikerar vartåt marknaden kortsiktigt är på väg.
I OMX regelverk används benämningen orderbok, vilket är härledd från engelskans order book. Denna benämning berikar bilden av begreppet: man kan se orderboken som en förteckning över vilka order som för tillfället ligger och väntar på att det ska komma in en matchande order.
Dark pools är orderböcker som inte visar vilket pris eller djup eventuell likviditet som kan omsättas till.